# Tarpak, İnhisar
Tarpak là một thị trấn thuộc huyện İnhisar, tỉnh Bilecik, Thổ Nhĩ Kỳ. Dân số thời điểm năm 2011 là 497 người.